# Émile Vincent
Émile Vincent, né le 27 juin 1871 à Pierrefontaine-les-Varans (Doubs) et mort le 20 octobre 1947 à Bosmont-sur-Serre (Aisne), est un homme politique français.

## Biographie
Professeur à l'École de médecine et de pharmacie de Dijon, il entame rapidement une carrière politique. Maire de Voulaines en 1904, conseiller général du canton de Recey-sur-Ource en 1907, il est député de la Côte-d'Or de 1910 à 1936, et sénateur du même département de 1936 à 1940. Le 10 juillet 1940, il vote les pleins pouvoirs au maréchal Pétain et se retire de la vie politique.

## Sources
- Jean Jolly (dir.), Dictionnaire des parlementaires français, Presses universitaires de France